# Димитровская премия
Димитровская премия (болг. Димитровска награда) — в Народной Республике Болгария одна из высших форм поощрения граждан за наиболее крупные достижения в области науки, техники, литературы, искусства и архитектуры.

## История
Премия названа именем генерального секретаря Центрального комитета Болгарской коммунистической партии и председателя Совета министров Болгарской Народной Республики в 1946-1949 годах Георгия Димитрова. 
Учреждена согласно постановлению Президиума Народного собрания Народной Республики Болгарии от 23 мая 1949 года. Первое награждение проведено в 1950 году. 
Согласно постановлению, принятого в 1960, Совету министров Болгарии надлежало сформировать две отдельные комиссии: по вопросам литературы и искусства и вопросам науки, изобретательства и рационализации. По этим двум постановлениям до 1971 года лауреатами Димитровской премии могли быть только болгарские граждане. Согласно третьему постановлению (декабрь 1971), разрешалось награждать и граждан других стран.
Всего Димитровской премией было награждено 1288 человек. 
С 1990 года награждение Димитровской премией не проводится.

## Общие положения
Награждение осуществлялось медалью с присвоением почëтного звания «Лауреат Димитровской премии». 
Лауреатами Димитровской премии становились творческие коллективы и отдельные лица за выдающиеся теоретические и прикладные научные работы, за работы в области архитектуры и искусства, соответствующие духу социалистического реализма. 
Предусматривалось, что научная работа или художественное произведение должно было быть передано в публичное достояние (опубликовано, изложено, выполнено) не менее, чем за 6 месяцев до награждения Димитровской премией.

## Описание медали
Медаль первоначально изготавливалась из бронзы, а позже — из золота. На аверсе слева изображëн повернутый влево профиль Георгия Димитрова, справа — лавровая ветвь. На реверсе расположена в три ряда выпуклая надпись «Лауреат На Димитровска Награда» под пятиугольной звездой. Колодка обтянута тëмно-красной лентой.
До 1960 года было три степени Димитровской премии, а затем — только одна.

## Лауреаты
- Лауреаты Димитровской премии